# Collita

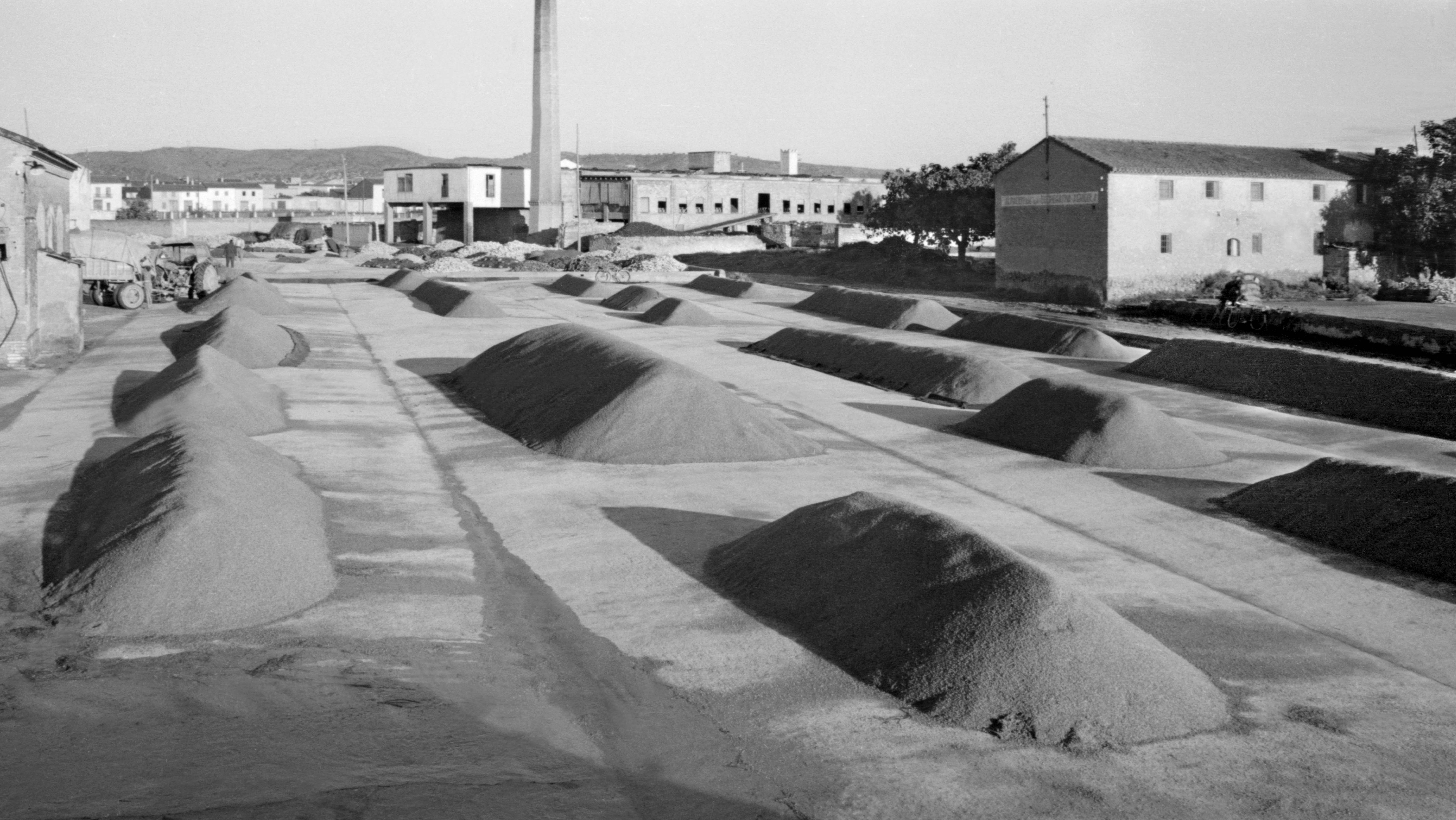
Collita de cacauet a les eres de la Cooperativa Agrícola del camí Trullàs (Alginet, 1959)

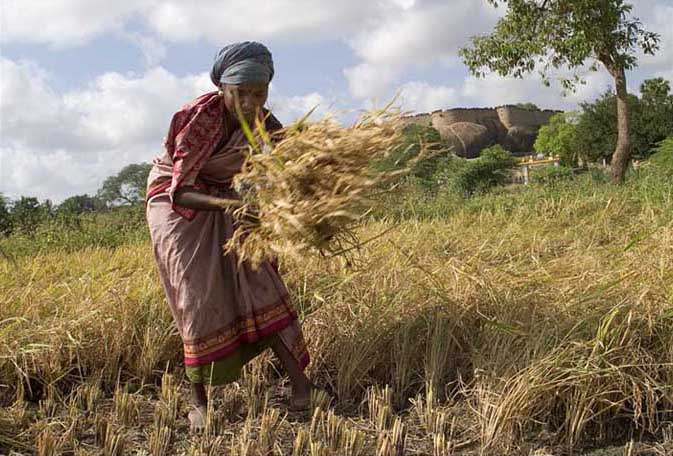
La collita s'ha realitzat a mà durant la major part de la història humana.

La collita o encunja a l'Alguer és, en el món de l'agricultura, la recol·lecció dels fruits, llavors o hortalisses dels camps en l'època de l'any que estan madurs. La collita marca el final del creixement d'una estació o el final del cicle d'un fruit en particular. El terme collir en el seu ús general inclou també les accions posteriors a la recol·lecció del fruit pròpiament dita, tals com la neteja, classificació i embalat del recol·lectat fins al seu magatzematge en la granja o el seu enviament al mercat de venda a l'engròs o al consumidor.
La sincronització de plantació i collita és una decisió crítica, que depèn de l'equilibri entre les possibles condicions atmosfèriques i el grau de maduresa de la collita. Les condicions atmosfèriques tals com gelades o períodes freds i calents fora de temporada poden afectar la producció i qualitat.
Una collita més primerenca pot evitar les condicions perjudicials però donar lloc a una producció més pobra en quantitat i qualitat. Ajornar-la pot redundar en major quantitat i qualitat, però fa més probable l'exposició a condicions climatològiques no desitjades. Encertar la data ideal de la collita té la seua part de joc d'atzar.
En granges més menudes on la mecanització és mínima, la collita és el treball manual més intens durant l'època de recol·lecció. En granges grans i mecanitzades és en aquesta època quan s'utilitza la maquinària més pesada i sofisticada com la recol·lectora. L'automatització del procés ha augmentat l'eficiència tant dels processos de sembra com de collita. Els equips de recol·lecció especialitzats que utilitzen cintes transportadores per realitzar una collida suau i el transport massiu, substitueix la tasca manual de triar cada llavors o fruit a mà.

## Maquinària agrícola

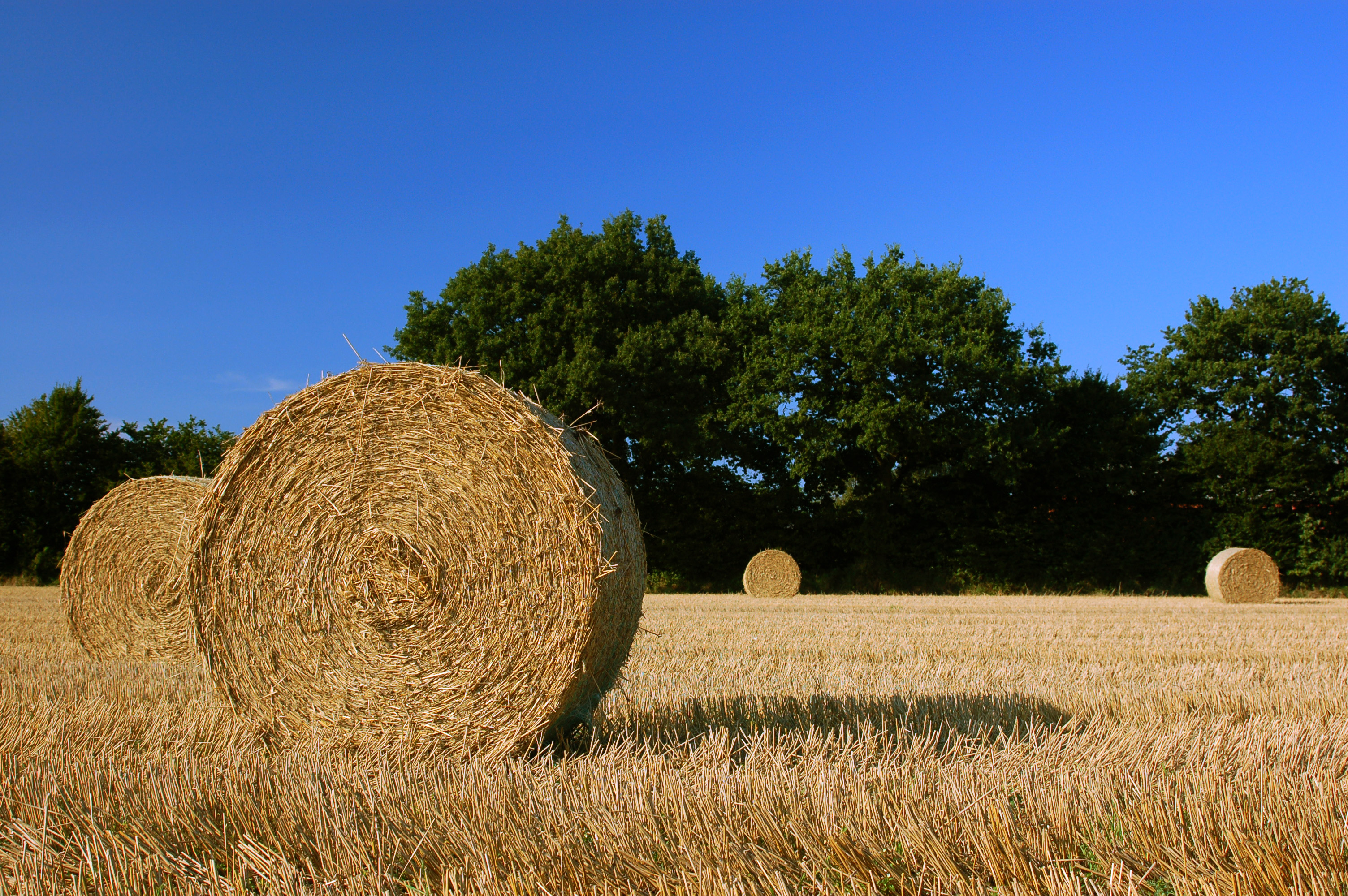
Fardell de farroig en un camp de Schleswig-Holstein, Alemanya.

Entre la maquinària agrícola utilitzada, la més emblemàtica és sens dubte la recol·lectora, dissenyada primer per a cereals de palla (blat, ordi, sègol, civada) i l'ús de la qual s'ha estès a molts cultius: blat de moro, gràcies al desenvolupament de becs recol·lectors, llavors oleaginoses (colza, gira-sol), proteaginoses (pèsols, favas), etc. També es poden citar la màquina recol·lectora i, més recentment, la recol·lectora autopropulsada de remolatxa o patata, la recol·lectora-picadora-carregadora per a farratges o ensitjat de blat de moro, etc.
A principis del segle XXI eren corrents, als països d'agricultura extensiva, màquines de capçals cruixits de 30 peus (9 m) d'ample de tall, una tremuja de 8.000-10.000 l de capacitat (6 a 7,5 t) que aconsegueixen collir una mica més de 3 ha/h. Compten amb motors dièsel d'uns aproximadament 300 CV (220 kW). Vénen equipades amb sensors que informen sobre el rendiment instantani del cultiu i la humitat del gra, així com del funcionament dels diferents mecanismes. Un GPS assisteix i ajuda al conductor en l'adreça de la màquina. La collita, que antany requeria un sens fi d'homes per la sega i la trilla, es pot efectuar amb aquestes màquines amb només dos operaris: el conductor de la recol·lectora i el tractorista que amb vagons tremuja o carros rep a orri els grans i els transporta als dipòsits.
No tots els cultius es mecanitzen sempre amb facilitat, especialment quan la maduresa dels productes està massa escalonada en el temps i és necessari passar diverses vegades, o quan els productes són massa fràgils. Aquest és particularment el cas de certes fruites com les pomes. No obstant això, s'estan desenvolupant robots per reemplaçar als humans. De vegades, les disposicions reglamentàries s'oposen a la mecanització: per exemple, la recol·lecció mecànica està prohibida en algunes AOC (AOC, d’appellation d'origine contrôlée, segell oficial francès o suís).

## Manteniment de la velocitat de trilla
Una tecnologia que s'utilitza de vegades en recol·lectores és una transmissió contínuament variable. Això permet variar la velocitat d'avanç de la màquina mentre es manté una velocitat constant del motor i de la trilla. És desitjable mantenir constant la velocitat de trilla, ja que la màquina normalment s'haurà ajustat per funcionar millor a una determinada velocitat.
Les recol·lectores autopropulsades van començar amb transmissions manuals estàndard que proporcionaven una velocitat basada en les rpm d'entrada. Es van observar deficiències i, a principis de la dècada de 1950, les recol·lectores es van equipar amb el que John Deere va anomenar "transmissió de velocitat variable". Es tractava simplement d'una corriola d'ample variable controlada per ressorts i pressions hidràuliques. Aquesta corriola estava unida a l'eix d'entrada de la transmissió. En aquest sistema de propulsió encara s'utilitzava una transmissió manual estàndard de 4 velocitats. L'operador seleccionaria una marxa, normalment la 3ª. Es va proporcionar un control addicional a l'operador per permetre-li accelerar i desaccelerar la màquina dins dels límits proporcionats pel sistema de transmissió de velocitat variable. En disminuir l'ample de la corriola en l'eix d'entrada de la transmissió, la corretja es desplaçaria més alt en la ranura. Això va reduir la velocitat de rotació en l'eix d'entrada de la transmissió, reduint així la velocitat d'avanç d'aquesta marxa.
Més tard, a mesura que la tecnologia hidràulica va millorar, Versatile Mfg va introduir les transmissions hidroestàtiques per al seu ús en filadores, però més tard aquesta tecnologia també es va aplicar a les recol·lectores. Aquesta transmissió va retenir la transmissió manual de 4 velocitats com abans, però aquesta vegada va utilitzar un sistema de bombes hidràuliques i motors per impulsar l'eix d'entrada de la transmissió. Aquest sistema es diu sistema de transmissió hidroestàtica. El motor fa girar la bomba hidràulica capaç de pressions de fins a 4.000 psi (30 MPa). Aquesta pressió després es dirigeix al motor hidràulic que està connectat a l'eix d'entrada de la transmissió. L'operador compta amb una palanca en la cabina que permet controlar la capacitat del motor hidràulic per utilitzar l'energia proporcionada per la bomba. En ajustar la placa oscil·lant en el motor, es canvia la carrera dels seus pistons. Si el plat oscil·lant està en punt mort, els pistons no es mouen en els seus orificis i no es permet la rotació, per la qual cosa la màquina no es mou. En moure la palanca, la placa oscil·lant mou els seus pistons adjunts cap endavant, la qual cosa els permet moure's dins de l'orifici i fer que el motor giri. Això proporciona un control de velocitat infinitament variable des de 0 velocitats d'avanç fins a la velocitat màxima permesa per la selecció de marxes de la transmissió. L'embragatge estàndard es va eliminar d'aquest sistema de transmissió perquè ja no era necessari.
La majoria, si no totes, les recol·lectores modernes estan equipades amb accionaments hidroestàtics. Es tracta de versions més grans del mateix sistema que s'utilitzen en les talladores de gespa comercials i de consum amb les quals la majoria està familiaritzada en l'actualitat. De fet, va ser la reducció del sistema de transmissió de la recol·lectora el que va col·locar aquests sistemes de transmissió en les segadores i altres màquines.

## Impactes ecològics de les operacions de collita
Depenent de la condició dels sòls, la seva vulnerabilitat i el clima, els impactes de la collita varien molt.
La maquinària agrícola pesada pot ser una font de compactació del sòl, un factor de degradació de la productivitat dels cultius posteriors.
També poden ser una font de mortalitat i pertorbació per a certes espècies que nien en els camps o es troben en els prats al moment de la sega, podent llavors l'àrea explotada tenir un paper de parany ecològic en atreure moltes espècies. Per contra, els residus de cultius (grans de pastura) poden alimentar a algunes espècies després de la collita.
En el cas de cultius encara en creixement, també s'observa un canvi de microclima, a causa d'un col·lapse brusc de la humitat després de la supressió o reducció sobtada de l'evapotranspiració) i la desaparició de l'ombra protectora. Per al sòl que està exposat a la deshidratació i la UV si també es recol·lecta el rostoll. Aquest nou microclima és desfavorable per a moltes espècies.

## Residus de cultius agronòmics
La palla, el fenc, les arrels i altres residus de cultius s'han utilitzat en el passat per a diverses finalitats, però també poden romandre en el seu lloc i, especialment per als residus de plantes de leguminosas, contribuir, si es gestionen bé i s'integren bé en la rotació, a augmentar la fertilitat del sòl i protegir-ho de l'erosió.

## Danys a cultius i males collites

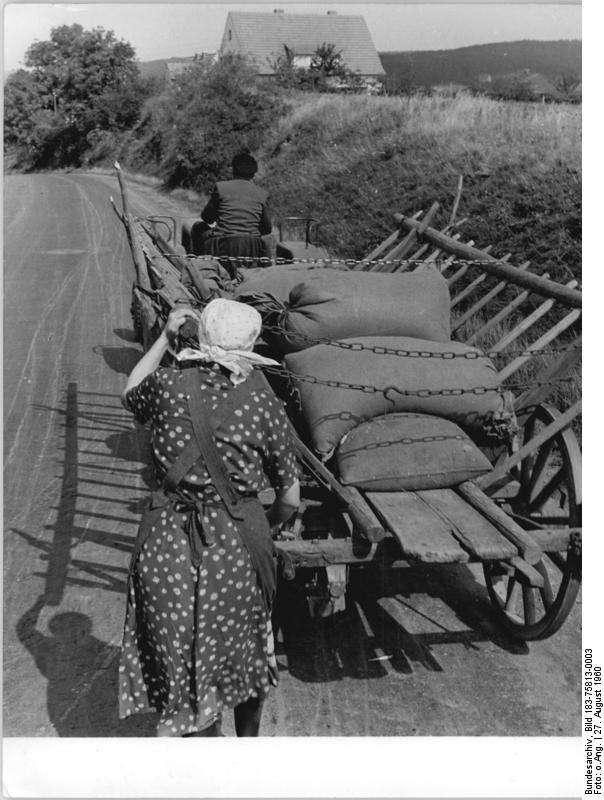
A finals d'agost de 1960 hi havia un retard en la collita a Hofgeismar, Alemanya. A causa del mal temps, solament s'havia collit el 20% del gra, la meitat restant estava inutilitzable.

S'entén per dany de collita tot dany a cultius i cereals, principalment causat per influències naturals, que afecten negativament la qualitat o quantitat del rendiment del cultiu abans de la collita. El dany a les collites condueix a males collites a major escala. Sovint ocorren com a resultat d'esdeveniments climàtics extrems com a sequeres perllongades, tempestes, infestació excessiva de plagues o malalties (com a plagues d'insectes, malalties de les plantes) o desastres naturals. Poden sorgir d'escarabats de Colorado, podridura de la papa, òxid negre del gra, tempestes de calamarsa, danys per tempestes, erosió del sòl, protecció del sòl i altres causes.
Com la pèrdua de collites es defineix com una collita amb un rendiment molt pobre. Com a resultat, sovint hi ha problemes de subministrament al país en qüestió. En segles anteriors, les males collites sovint van provocar fams entre la població. La dieta de la gent consistia en productes agrícoles que no es podien conservar. Fins i tot els animals de granja, com les vaques i els porcs, van ser alimentats amb aquests productes i, per tant, es van veure afectats per la pèrdua de collites. Les males collites i les fams posteriors sovint van portar a onades d'emigració a altres països o continents en el passat, per exemple, a mitjan dècada de 1840 després de la Gran Fam a Irlanda a causa del podriment de la patata. Els factors climàtics són temperatures extremes, ones de fred i ones de calor. Un any sense estiu va ser l'any 1816 com a conseqüència de l'erupció del volcà Tambora a l'illa de Sumbawa en el que avui és Indonèsia. Un hivern volcànic seguit, com l'investigador americà del clima William Jackson Humphreys va descobrir en 1920. A més d'aproximadament 150 km3 de pols i cendres, l'erupció també va alliberar composts de sofre, s'estima que un equivalent de diòxid de sofre de 130 megatones, va ser llançat a l'atmosfera. Aquest material va cobrir tot el globus com un vel en altes capes d'aire. El clima global va continuar refredant-se fins a 1819.
La invenció del fertilitzant artificial (el procés Haber-Bosch per a la producció industrial d'amoníac a partir dels gasos elements nitrogen i hidrogen va ser patentat en 1910), els avanços en la ciència del sòl i la mecanització de l'arada (tractors de les dècades de 1920/30) van contribuir significativament per a evitar les males collites a causa de sòls esgotats o sobreutilitzats.

## Post-collita
Els objectius més importants del maneig post-collita són mantenir el producte fresc, evitar la pèrdua d'humitat i per frenar els canvis químics indesitjables, i evitar danys físics, com magulladures, per retardar la deterioració. El sanejament també és un factor important per reduir la possibilitat que els productes frescos puguin transportar patògens, per exemple, com a residu d'aigua de rentat contaminada.
Les estimacions de les pèrdues post-collita de cereals alimentaris al món en desenvolupament per mal maneig, deterioració i infestació de plagues es calculen en un 25 per cent; això significa que una quarta part del que es produeix mai arriba al consumidor pel qual es va conrear, i l'esforç i els diners necessaris per produir-ho es perden per sempre. Les fruites, hortalisses i tubercles són molt menys resistents i, en la seva majoria, peribles ràpidament, i si no es va amb compte en la seva recol·lecció, manipulació i transport, aviat es descompondran i no seran aptes per al consum humà. Les estimacions de les pèrdues de producció als països en desenvolupament són difícils de jutjar, però algunes autoritats estimen que les pèrdues de patates, tomàquets, plàtans i cítrics de vegades arriben al 50 per cent, o la meitat del que es conrea. La reducció d'aquest desaprofitament, especialment si es pot evitar econòmicament, seria de gran importància per als productors i els consumidors per igual.
Després del camp, el processament posterior a la collita generalment es continua en una planta d'empaquetatge. Pot ser un rafal simple, que proporcioni ombra i aigua corrent, o una instal·lació mecanitzada sofisticada a gran escala, amb cintes transportadores, estacions de classificació i empaquetatge automatitzades, cambres frigorífiques i similars. En la collita mecanitzada, el processament també pot començar com a part del procés de collita real, amb la neteja i classificació inicials realitzades per la maquinària de collita.
Les condicions inicials d'emmagatzematge post-collita són fonamentals per mantenir la qualitat. Cada cultiu té un rang òptim de temperatura i humitat d'emmagatzematge. A més, certs cultius no poden emmagatzemar-se junts de manera efectiva, ja que poden produir-se interaccions químiques no desitjades. S'empren diversos mètodes de refredament d'alta velocitat i entorns sofisticats refrigerats i d'atmosfera controlada per perllongar la frescor, particularment en operacions a gran escala.